# Кім Техі
Кім Техі (кор. 김태희, 金泰熙, нар. 29 березня 1980, Ульсан, Республіка Корея) — південнокорейська акторка.

## Біографія
Кім Техі народилася 29 березня 1980 року в південокорейському місті Ульсан що знаходиться неподалік від Пусана. У 1999 році Техі переїжджає на навчання до Сеула. Свою акторську кар'єру розпочала у 2001 році з маленької ролі у фільмі «Останній подарунок», після чого зіграла декілька другорядних ролей у серіалах. Першу головну роль Техі отримала у популярному серіалі «Сходи до раю» 2003 року, за що отримала перші нагороди. Далі були головні ролі у серіалах «Заборонене кохання» та «Історія кохання в Гарварді». Проривною для актороки стала головна роль у шпигунському серіалі «Айріс», який став одним з найдорожчих серіалів на корейському телебаченні та мав великий комерційний успіх. У 2013 році Техі зіграла головну роль у серіалі «Чан Ок Чон: Життя в коханні», роль королівської наложниці Чан стала першою її роллю у історичному серіалі. У 2015 році за головну роль у серіалі «Йонг Паль» акторка отримує численні нагороди.

## Особисте життя
З вересня 2012 року Техі зустрічалася з популярним південнокорейським актором та співаком Рейном, пара одружилася у січні 2017 року. У травні того ж року агент Техі оголосив що подружжя чекає первістка, 25 жовтня 2017 року Кім Техі народила дівчинку.

## Фільмографія

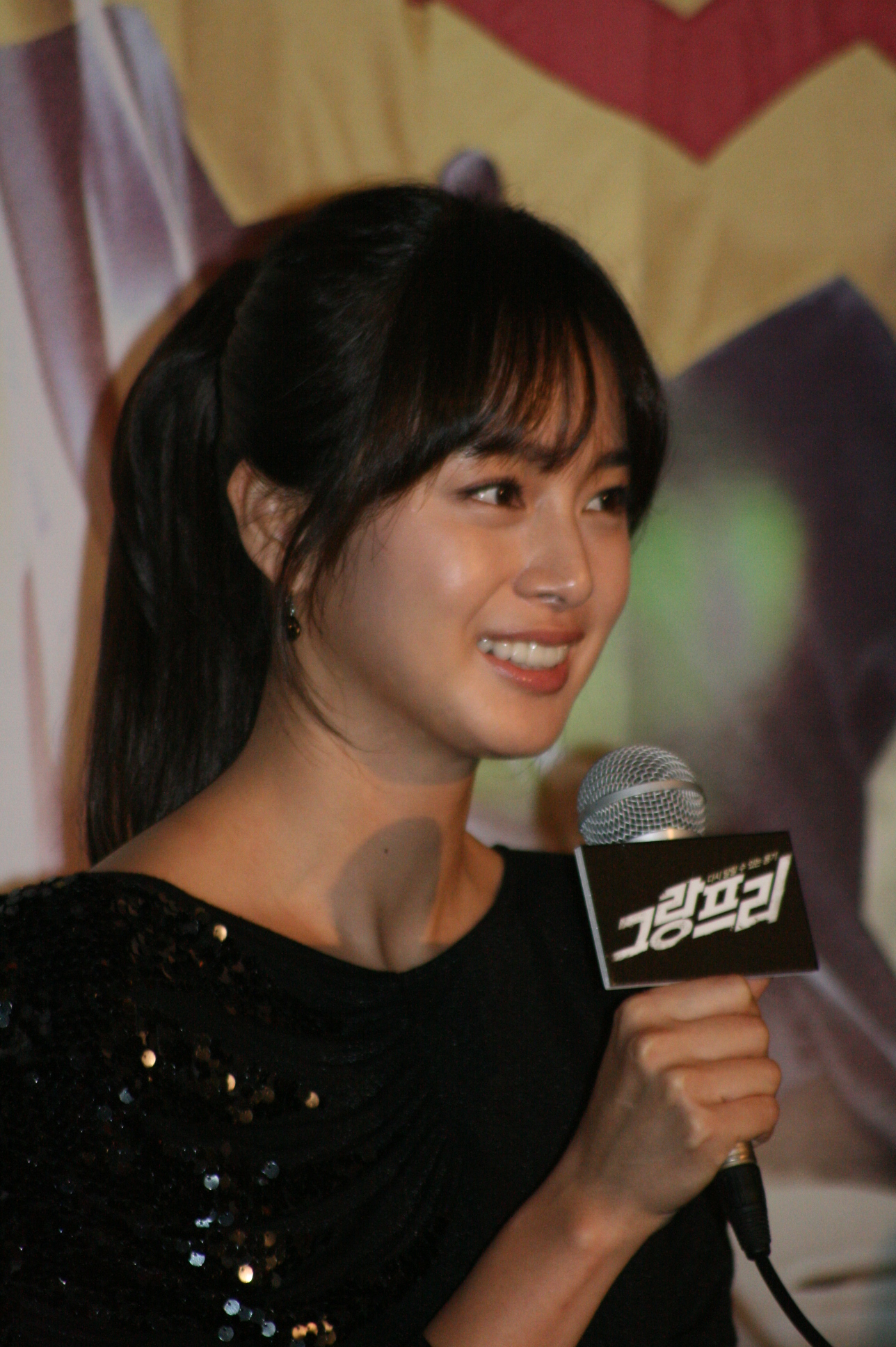
Кім Те Хі у 2010 році

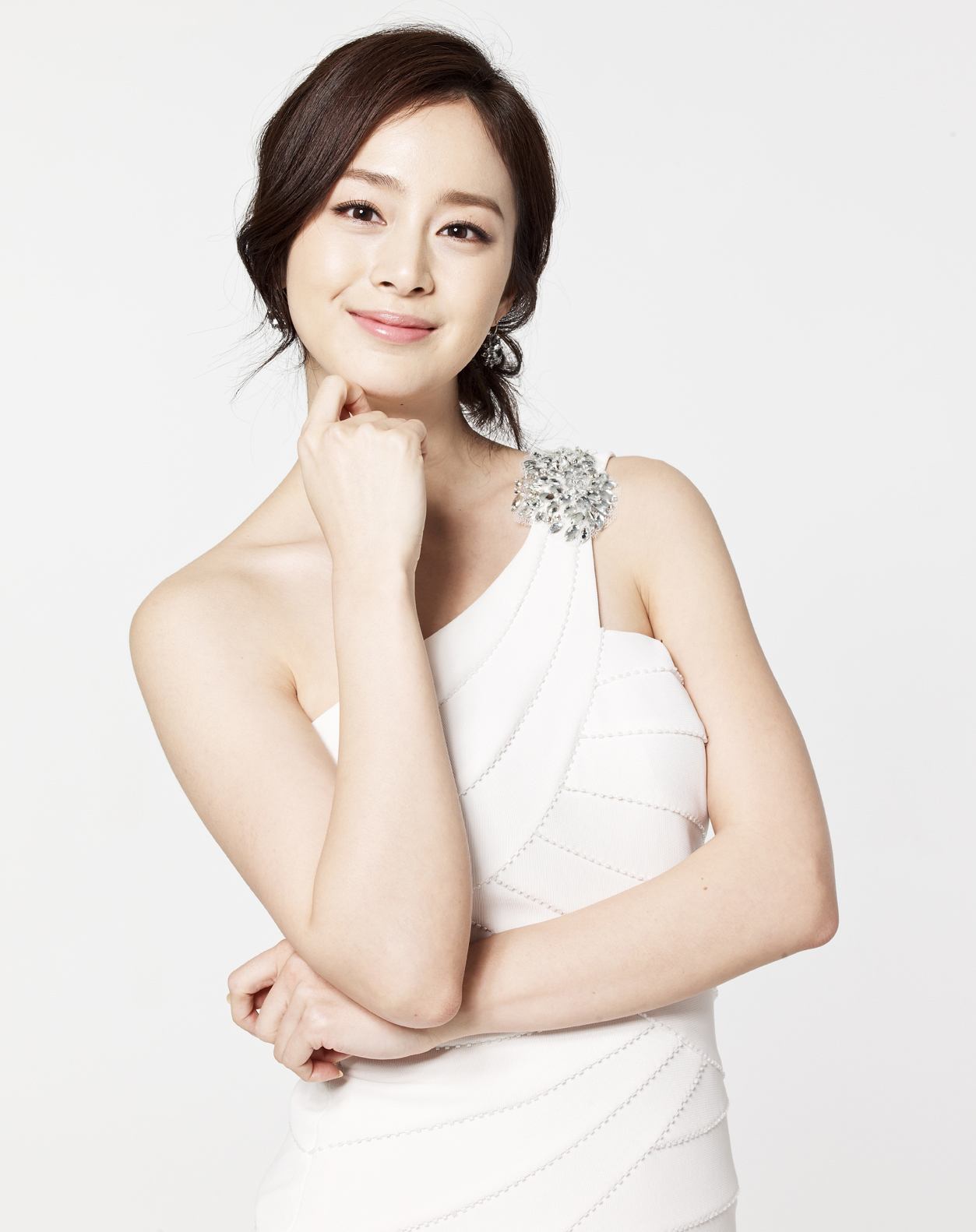
Кім Те Хі у 2012 році

### Телевізійні серіали
| Рік  | Назва                                      | Роль       | Мережа  |
| ---- | ------------------------------------------ | ---------- | ------- |
| 2002 | «Ходімо»                                   | ТеХі       | SBS     |
| 2003 | «Екран»                                    | Кім Сохюн  | SBS     |
| 2003 | «Проблема в будинку мого молодшого брата»  | Пак Суджин | SBS     |
| 2003 | «Сходи до раю»                             | Хан Юрі    | SBS     |
| 2004 | «Заборонене кохання»                       | Юн Сійон   | KBS2    |
| 2004 | «Історія кохання в Гарварді»               | Лі Суїн    | SBS     |
| 2009 | «Айріс»                                    | Цой СинХі  | KBS2    |
| 2011 | «Моя принцеса»                             | Лі Соль    | MBC     |
| 2011 | «99 днів з суперзіркою» (японський серіал) | Хан Юна    | Fuji TV |
| 2013 | «Чан Ок Чон: Життя в коханні»              | Чан Ок Чон | SBS     |
| 2015 | «Йонг Паль»                                | Хан Йоджин | SBS     |
| 2020 | «Привіт до побачення, мамо!»               | Чха Ю Рі   | tvN     |

### Фільми
| Рік  | Назва                  | Роль              |
| ---- | ---------------------- | ----------------- |
| 2001 | «Останній подарунок»   | молода Пак Чонйон |
| 2002 | «Життя в новому місті» | Чісу              |
| 2006 | «Невгамовний»          | Сохва / Йонхва    |
| 2007 | «Венера та Марс»       | Юн Чіна           |
| 2010 | «Гран-прі»             | Со ЧуХі           |
| 2010 | «Айріс»                | Цой СинХі         |

## Нагороди
| Рік  | Нагорода                               | Категорія                                                       | Робота                        | Результат | Прим.  |
| ---- | -------------------------------------- | --------------------------------------------------------------- | ----------------------------- | --------- | ------ |
| 2003 | 11-та Премія SBS драма                 | Нова зірка                                                      | «Сходи до раю»                | Перемога  |        |
| 2004 | 2-га Премія «Краща зірка» Андре Кіма   | Зірка (акторки)                                                 | «Сходи до раю»                | Перемога  | [ 5 ]  |
| 2004 | 18-та Премія KBS драма                 | Краща нова акторка                                              | «Заборонене кохання»          | Перемога  | [ 6 ]  |
| 2004 | 12-та Премія SBS драма                 | Топ-10 зірок                                                    | «Історія кохання в Гарварді»  | Перемога  |        |
| 2004 | 12-та Премія SBS драма                 | Нагорода за популярність Netizen                                | «Історія кохання в Гарварді»  | Перемога  |        |
| 2005 | 41-а Премія мистецтв Пексан            | Найпопулярніша акторка телебачення                              | «Історія кохання в Гарварді»  | Перемога  |        |
| 2007 | 43-тя Премія мистецтв Пексан           | Найпопулярніша кіноакторка                                      | «Невгамовний»                 | Перемога  |        |
| 2007 | 3-й Кінофестиваль у Пхьонтекі          | Нова кінозірка — Краща нова акторка                             | «Невгамовний»                 | Перемога  |        |
| 2007 | 15-та Кінопремія Chunsa                | Краща нова акторка                                              | «Невгамовний»                 | Номінація |        |
| 2007 | 44-та Премія Великий дзвін             | Нагорода за популярність за кордоном                            | «Невгамовний»                 | Перемога  | [ 7 ]  |
| 2007 | 44-та Премія Великий дзвін             | Краща нова акторка                                              | «Невгамовний»                 | Номінація |        |
| 2007 | 28-а Кінопремія Блакитний дракон       | Популярна зірка                                                 | «Невгамовний»                 | Перемога  | [ 8 ]  |
| 2007 | 28-а Кінопремія Блакитний дракон       | Краща нова акторка                                              | «Невгамовний»                 | Номінація |        |
| 2007 | 6-й Корейський кінофестиваль           | Краща нова акторка                                              | «Невгамовний»                 | Номінація |        |
| 2007 | Премія «Краща зірка» Андре Кіма        | Зірка (акторки)                                                 |                               | Перемога  | [ 9 ]  |
| 2009 | 23-тя Премія KBS драма                 | Краща пара разом з Лі Бьон Хоном                                | «Айріс»                       | Перемога  | [ 10 ] |
| 2009 | 23-тя Премія KBS драма                 | Нагорода за високу майстерність (акторки середньотривалих драм) | «Айріс»                       | Перемога  | [ 10 ] |
| 2010 | 46-та Премія мистецтв Пексан           | Краща акторка телебачення                                       | «Айріс»                       | Номінація |        |
| 2010 | 3-я Премія корейської драми            | Краща акторка                                                   | «Айріс»                       | Номінація |        |
| 2011 | 6-та Сеульська міжнародна премія драми | Видатна корейська акторка                                       | «Моя принцеса»                | Номінація |        |
| 2011 | Премія MBC драма                       | Нагорода за високу майстерність (акторки мінісеріалу)           | «Моя принцеса»                | Номінація |        |
| 2013 | Премія Cosmo Beauty                    | Азійська зірка мрії                                             |                               | Перемога  |        |
| 2013 | 21-ша Премія SBS драма                 | Нагорода за високу майстерність (акторки спеціальних драм)      | «Чан Ок Чон: Життя в коханні» | Номінація |        |
| 2015 | 8-а Премія корейської драми            | Нагорода за високу майстерність (акторки)                       | «Йонг Паль»                   | Перемога  |        |
| 2015 | 4-та Премія «Зірок МААТР»              | Нагорода за високу майстерність (акторки мінісеріалу)           | «Йонг Паль»                   | Номінація |        |
| 2015 | 23-тя Премія SBS драма                 | Краща пара разом з Чу Воном                                     | «Йонг Паль»                   | Перемога  | [ 11 ] |
| 2015 | 23-тя Премія SBS драма                 | Топ-10 зірок                                                    | «Йонг Паль»                   | Перемога  | [ 11 ] |
| 2015 | 23-тя Премія SBS драма                 | Нагорода за високу майстерність (акторки мінісеріалу)           | «Йонг Паль»                   | Перемога  | [ 11 ] |